# Relations entre la Macédoine du Nord et l'Union européenne
Les relations entre la Macédoine du Nord et l'Union européenne remontent aux premières années ayant suivi l'indépendance de la Macédoine du Nord le 8 septembre 1991 sous le nom de république de Macédoine. Ces relations sont marquées jusqu'en 2019 par le Débat autour du nom de la Macédoine, la Grèce, État membre de l'Union européenne, s'opposant à l'utilisation du nom de « Macédoine » par le nouvel État, qui est alors admis à l'ONU et d'autres organisations internationales sous le nom d’Ancienne république yougoslave de Macédoine (ARYM). Ce conflit est résolu en février 2019 par la signature de l'accord de Prespa et le changement de nom du pays en Macédoine du Nord.

## Demande d'adhésion

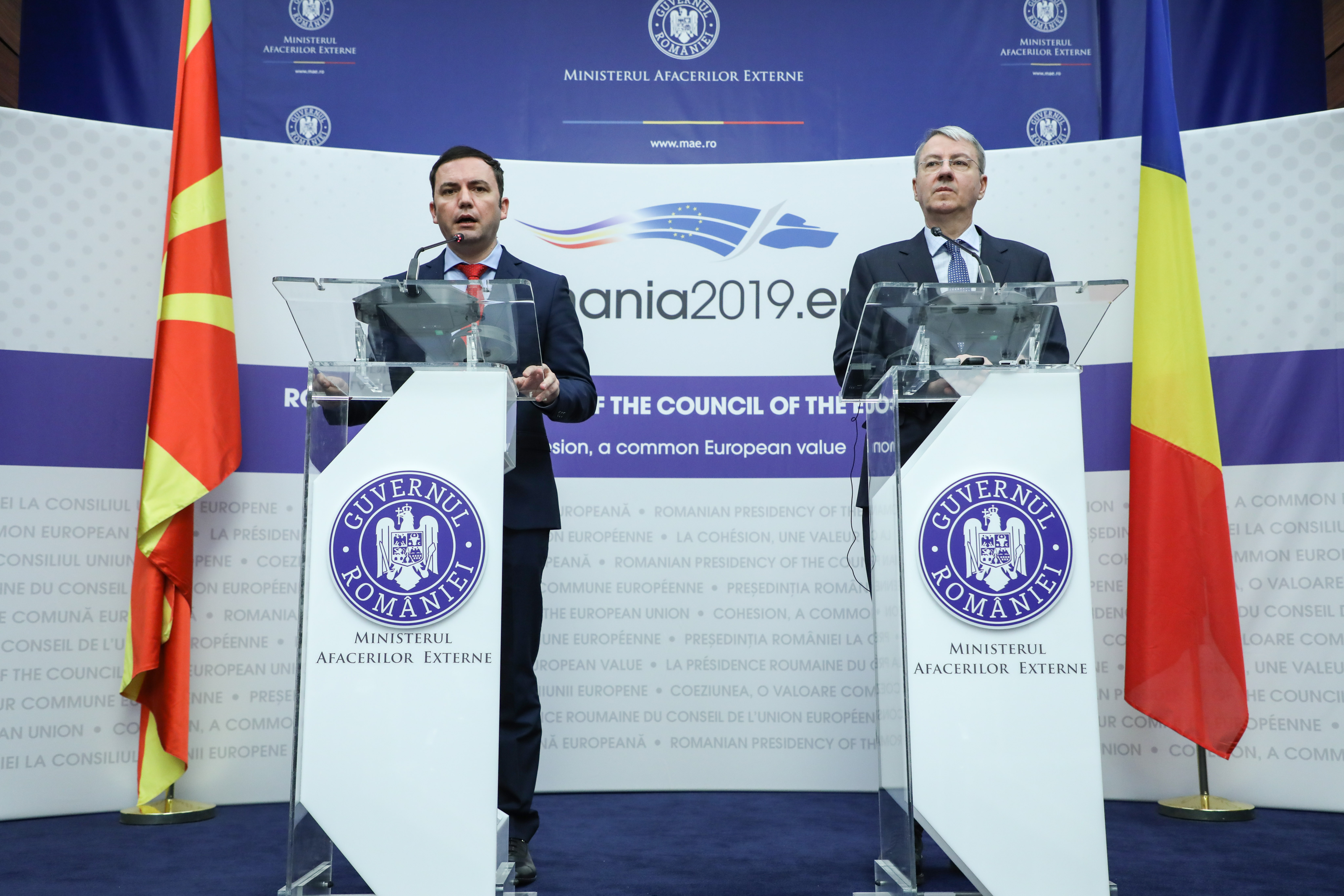
Rencontre du vice-premier ministre aux Affaires européennes macédonien, Bujar Osmani et du ministre délégué aux Affaires européennes roumain, George Ciamba, lors de la présidence roumaine du Conseil de l'UE en 2019.

### Règlement du différend sur le nom du pays avec la Grèce
Le processus d'adhésion se heurte jusqu'en 2018 à un contentieux avec la Grèce relatif à l'utilisation du nom de « Macédoine » par le nouvel État, la Grèce citant le risque de confusion avec la région grecque de Macédoine, le risque d'irrédentisme ainsi que son opposition à la revendication de l'histoire macédonienne ancienne. L'Union européenne, en connaissance des préoccupations de la Grèce, reconnaîtra le pays en tant que « ancienne république yougoslave de Macédoine », tout comme certains États membres et les Nations unies. La Grèce a un pouvoir de veto contre les nouvelles adhésions et bloquera toute adhésion macédonienne (auprès de l'UE et de l'OTAN) jusqu'en 2019. Avec la signature en 2018 d'un accord prévoyant le changement de nom du pays en « Macédoine du Nord » par les gouvernements grec et macédonien, cette question progresse. Le conflit, pacifique, sera réglé par la signature de l'accord de Prespa le 12 juin 2018. Celui-ci prévoit le changement de nom du pays en « Macédoine du Nord », effectif le 12 février 2019, la ratification par la Grèce de l'adhésion de la Macédoine du Nord à l'OTAN, votée le 8 février 2019, et la levée de l'opposition grecque à l'adhésion du pays à l'Union européenne.

## Sources

## Compléments